# Sybille Schmidt
Sybille Schmidt, född den 31 augusti 1967 i Apolda i Tyskland, är en tysk roddare.
Hon tog OS-guld i scullerfyra i samband med de olympiska roddtävlingarna 1992 i Barcelona.